# Соротская низина
Соротская низина — низина на северо-западе Русской (Восточно-Европейской) равнины, в средней части Псковской области России.
Соединяет Псковскую с запада и Приильменскую с востока низменности.
Средние высоты составляют 60—110 м.
На севере низину ограничивает Судомская возвышенность, на юге — Бежаницкая.
Главная водная артерия — река Сороть с её притоками (Уда, Льста) и др.
Здесь расположены пушкинские места — музей-заповедник А. С. Пушкина близ посёлка Пушкинские Горы (Святые Горы) — а также город Новоржев.